# Romulus Buia
Romulus Adrian Buia (n. 15 iunie 1970, Baia Mare, România) este un fost jucător român de fotbal.